# آري ريتش
آري ريتش (بالعبرية: אריה רייך‏) هو محامي إسرائيلي، ولد في 23 سبتمبر 1959 في غوتنبرغ في السويد.